# Polenz (Fluss)
Die Polenz ist der rechte, kleinere Quellfluss des Lachsbaches in Sachsen und durchfließt im unteren Abschnitt das nördliche Elbsandsteingebirge in einem canyonartigen Tal.

## Geographie

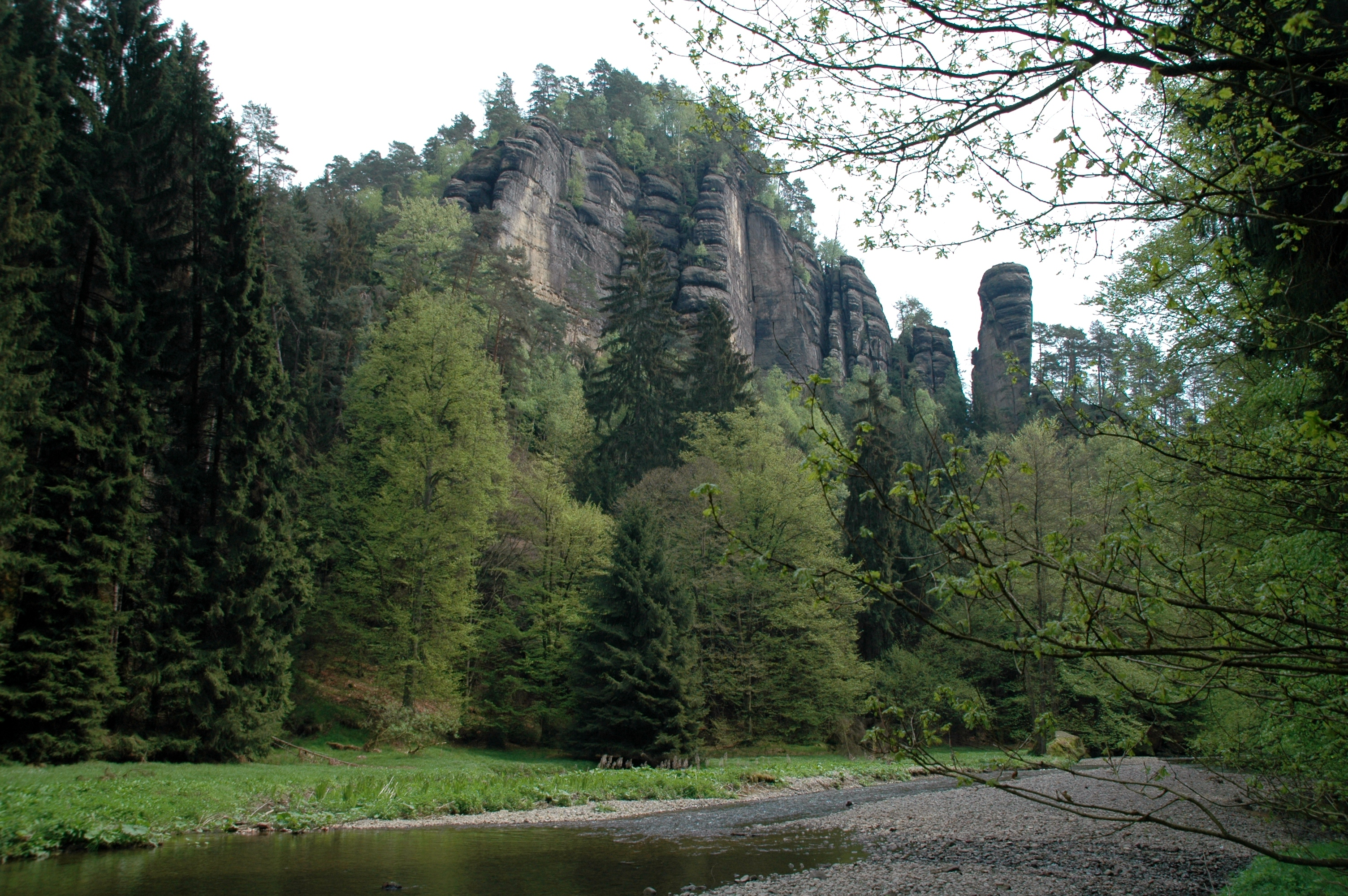
Das canyonartige untere Polenztal

Die Polenz entspringt an der deutsch-tschechischen Landesgrenze zwischen den Dörfern Langburkersdorf, Rugiswalde und Nová Víska (Neudörfel bei Nieder Einsiedel) aus mehreren Quellen, die sich südwestlich des 461 m hohen Roubený (Raupenberg) größtenteils auf deutschem Gebiet befinden und sich in 363 m vereinigen. Der Oberlauf der Polenz wird als Langburkersdorfer Bach bezeichnet und bildet die natürliche Grenze zwischen dem Hohwald und der Sächsischen Schweiz.
Nach seinem Lauf nach Westen durch das langgezogene Waldhufendorf Langburkersdorf vereinigt sich der Bach in der Stadt Neustadt in Sachsen mit dem ähnlich großen Lohbach, der im Hohwald entspringt (Quelle), und trägt nun offiziell den Namen Polenz (Zusammenfluss), wenig später durchfließt diese das gleichnamige Hufendorf.
Unterhalb des Waldgebietes Hohes Birkigt bildet die Polenz in südwestlicher Richtung ein enges, tiefes Tal mit zahlreichen Flussschleifen. Das obere Polenztal ist Teil des Landschaftsschutzgebietes Polenztal. Bei der Bockmühle nahe Cunnersdorf liegen die Märzenbecherwiesen im Polenztal, eines der größten natürlichen Vorkommen wildwachsender Märzenbecher innerhalb Deutschlands und im Frühjahr ein viel besuchtes Ausflugsziel.
Nahe der Stadt Hohnstein unterhalb des Hocksteins quert die Polenz die sogenannte Lausitzer Überschiebung, wo sich der Lausitzer Granit als tektonische Platte über die Sandsteinschichten des Elbsandsteingebirges, Sedimente eines einstigen küstennahen Meeresbodens, geschoben hat. An dieser Stelle wechselt die Form des Tales unvermittelt von der granittypischen V-Form zu einer canyonartigen Form mit hohen, senkrechten Sandsteinwänden. Dieser Formenwechsel entsteht durch die unterschiedlichen Vorgänge bei der Verwitterung der beiden Gesteinstypen.
Oberhalb des Seitentales Schindergraben bei Hohnstein befindet sich als bekanntes Wanderziel die Gautschgrotte. Rechts der Polenz erstreckt sich das schütter bewaldete schmale Felsplateau Ziegenrücken, links folgen dann die Wandfluchten des Brands sowie der klammartig in den Sandstein eingeschnittene Tiefe Grund westlich von Waitzdorf.
Oberhalb von Porschdorf, am Felsmassiv der Ochel zwischen der Frinztalmühle und der Felsformation Gluto, vereinigt sich die Polenz nach zirka 31,3 Kilometern mit der Sebnitz zum Lachsbach.

### Nebenflüsse
Bedeutendste Zuflüsse der Polenz sind
- Laubbach, Langburkersdorf
- Schluckenbach, Neustadt in Sachsen
- Lohbach, Neustadt in Sachsen
- Flemmigbach, Polenz
- Rückersdorfer Bach, unterhalb Polenz
- Cunnersdorfer Bach, an der Bockmühle
- Goldflüßchen, an der Heeselichtmühle
- Bärenhohlflüßchen, oberhalb der Russigmühle
- Schindergraben, am Hockstein
- Tiefergrundbach, an der Frinzthalmühle

## Ehemalige Mühlen
Die Wasserkraft der Polenz wurde in den vergangenen Jahrhunderten von verschiedenen Mühlen und Fabrikanlagen genutzt. Die Mühlen und Mühlgräben sind teilweise noch erhalten, dienen nach Umbauten aber heute anderen Zwecken. Beginnend von der Quelle an befanden sich folgende Anlagen am Flusslauf:
- Obermühle / Ungermühle Langburkersdorf
- Mittelmühle / Kottemühle Langburkersdorf
- Obermühle / Wachemühle Neustadt
- Niedermühle / Stadtmühle Neustadt
- Obermühle / Rentschmühle Polenz
- Mittelmühle Polenz
- Niedermühle Polenz
- Waldmühle Langenwolmsdorf
- Knochenmühle Langenwolmsdorf
- Holzschlifffabrik Sternkopf Cunnersdorf
- Bockmühle Cunnersdorf
- Scheibenmühle Heeselicht
- Heeselichtmühle Heeselicht
- Russigmühle Hohnstein
- Maimühle Zeschnig
- Waltersdorfer Mühle
- Frinztalmühle Porschdorf
- Grundmühle Porschdorf

## Fauna und Flora

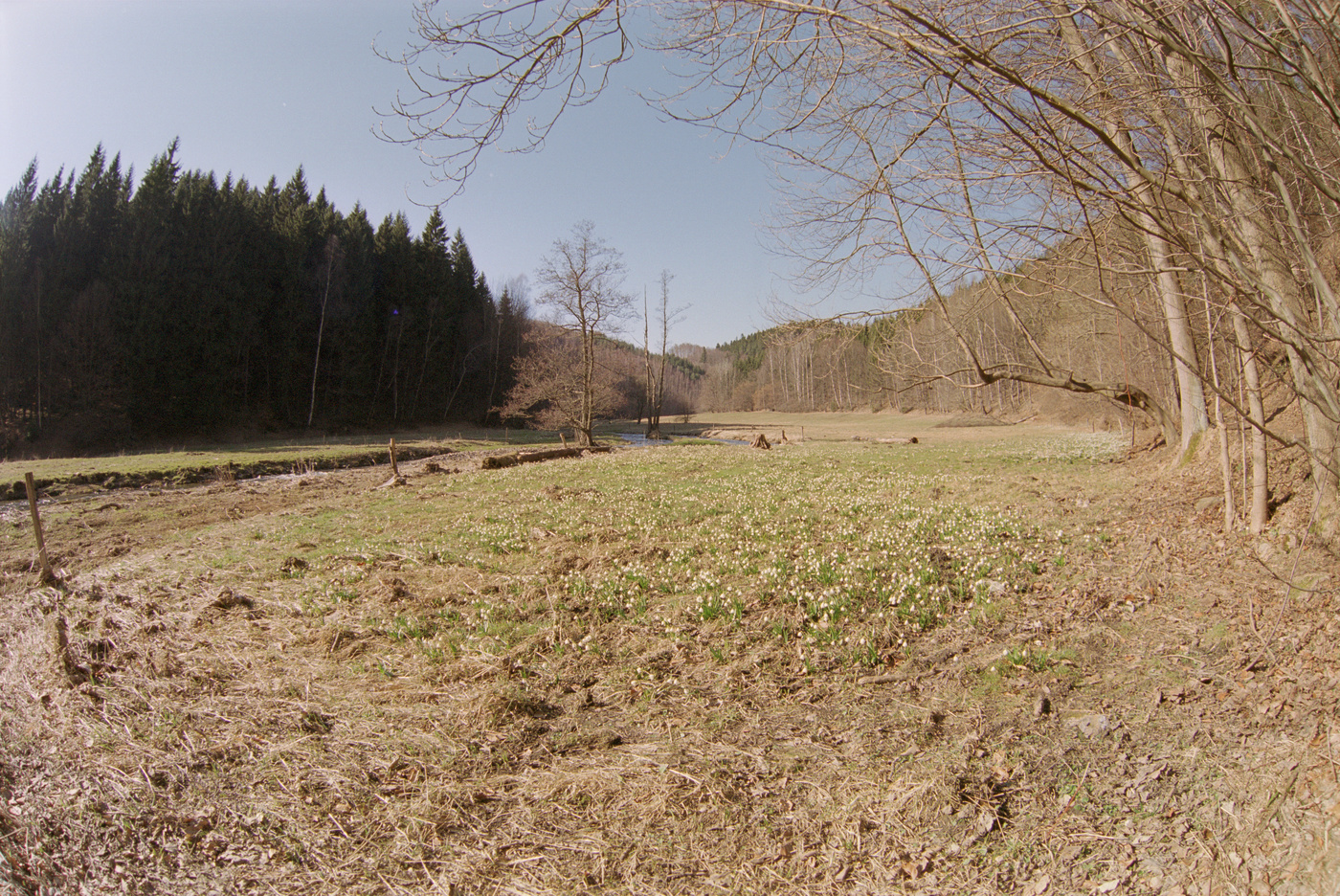
Märzenbecher im Polenztal

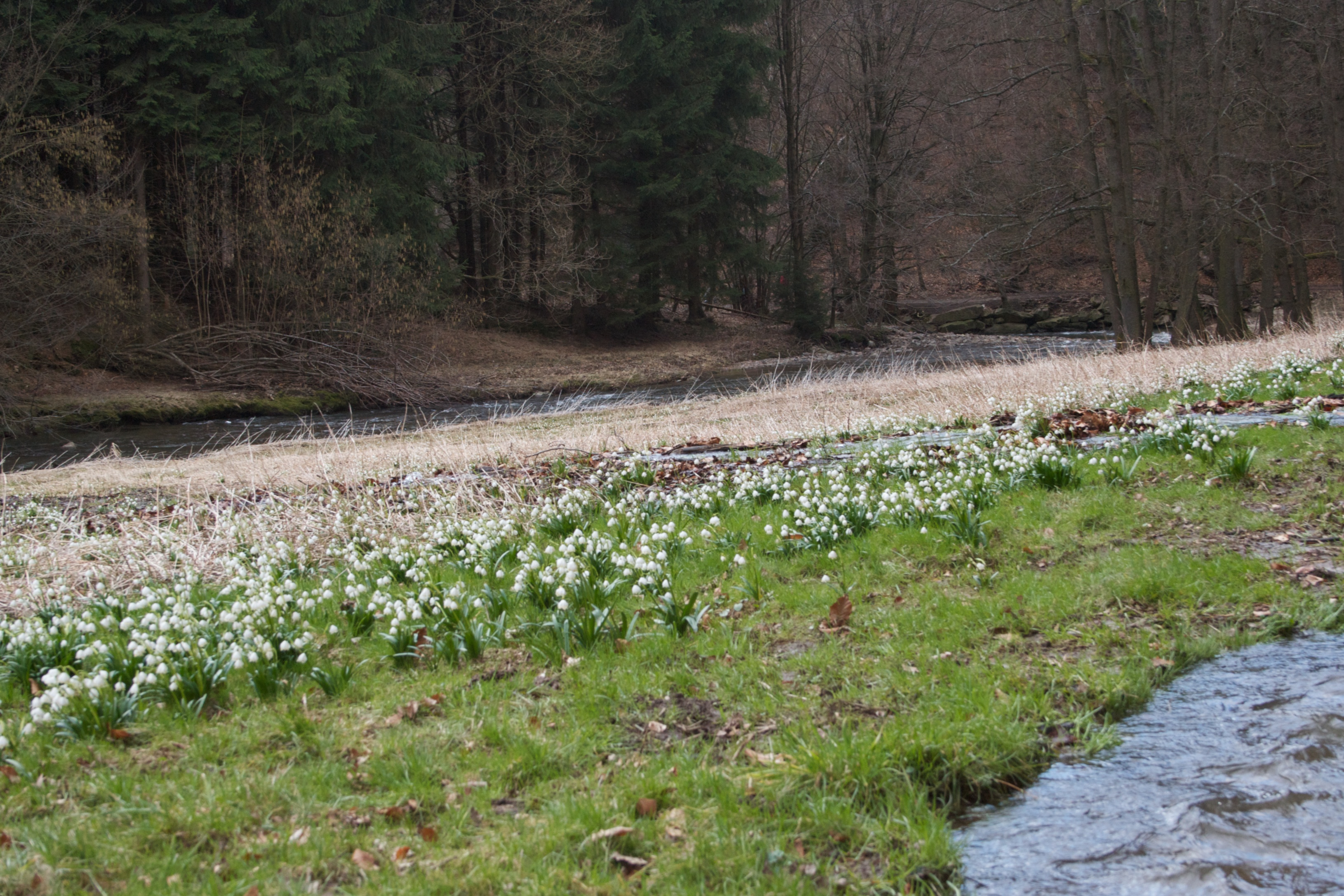
Märzenbecher im Polenztal

Das Polenztal zeichnet sich durch Vorkommen seltener Pflanzen aus. Nahe der Bockmühle befindet sich das Naturschutzgebiet „Märzenbecherwiesen“, welches das größte Wildvorkommen von Märzenbechern in Sachsen darstellt. Der Landesverein Sächsischer Heimatschutz engagiert sich seit 1928 für den Schutz dieses seltenen Vorkommens.
Neben den Märzenbecherpopulationen sind entlang des Flusses die Echte Stachelbeere, Mondviole, Bärlauch, Binsenwollgras und Silberstern zu finden.
Seit 1995 existiert das länderübergreifende Projekt Elbe-Lachs, welches eine Wiederbesiedlung der Elbe und einiger Nebenflüsse, unter anderem der Polenz, mit Lachsen zum Ziel hat. Dieses Projekt ist erfolgreich und hat dazu geführt, dass neben der Forelle auch der Lachs in der Polenz wieder heimisch wurde. Für die Aufzucht der Jungfische wurde die Forellen- und Lachszuchtanlage Langburkersdorf eingerichtet.

## Hochwasser 2010
Am 6. August 2010 begannen starke Regenfälle im Einzugsgebiet der Polenz. Der Pegelstand stieg innerhalb von 18 Stunden von normalerweise ca. 30 cm auf 200 cm, womit die höchste Alarmstufe 4 ausgelöst war. Mehrere Grundstücke, Straßen und Keller standen für einige Tage unter Wasser.